# Oostelijke kroonkraanvogel
De  oostelijke kroonkraanvogel of oostelijke grijze kroonkraan (Balearica regulorum gibbericeps) is een ondersoort van de grijze kroonkraan. Hij heeft zoals alle kraanvogels een goudkleurig kroontje en een rode of witte wang, en leeft op de savannes van Oeganda, Kenia, Zimbabwe, Botswana en Namibië.
Ze leven bij meren, plassen en rivieren, in paartjes. Ze blijven hun hele leven lang bij elkaar. Er is bijna geen verschil te zien tussen mannelijke en vrouwelijke vogels.
In Nederlandse dierentuinen zijn ze onder andere te zien in Burgers' zoo en Safaripark Beekse Bergen.
Ook In Belgische dierentuinen planckendael en pairidaiza onder andere.